# 警衝標
警衝標是鐵路標誌。出現在道岔附近，於適當地點设立。

## 用途
因列車調度的需求，因此設立警衝標，令列車駕駛視之停車且不得超過此標誌，避免與其他轉軌的來車相撞。

## 設置
警衝標選擇在兩股間會合線的間距為3.3m（1067mm）或者3m(762mm)中間。若間距不足3.3公尺，則改設在兩股中心線最大間距的起點處。